# Saud al-Qahtani

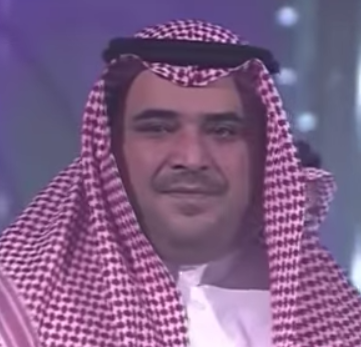
Saud al-Qahtani (2018)

Saud al-Qahtani oder auch transkribiert als al-Kahtani (arabisch سعود القحطاني, DMG Saʿūd al-Qaḥṭānī) ist ein ehemaliger hoher Beamter aus Saudi-Arabien, Berater und ehemaliger Vertrauter Mohammed bin Salmans. Der studierte Jurist war verantwortlich für eine positive Darstellung des saudischen Regimes in den sozialen Medien, aber er betrieb auch Denunziation in den sozialen Medien. Er war zudem zuständig für die Saudi Federation of Cyber Security, Programming, and Drones. Al-Qahtani wurde unter anderem von der Türkei vorgeworfen, er habe den Mord an Jamal Khashoggi befohlen. Daraufhin wurde er seiner Posten enthoben. Auch war er in den libanesisch-saudischen Disput um Saad Hariri verwickelt, in dem der Saudi den libanesischen Premierminister unter Androhung von physischer Gewalt zum Rücktritt zwang.
Nach dem Tod von Khashoggi trat al-Qahtani nicht mehr öffentlich in Erscheinung. Es gab im Jahr 2019 Gerüchte, der anscheinend in Ungnade gefallene Berater sei tot. Seit Mai 2021 haben staatsnahe Konten auf den sozialen Medien al-Quahtani wieder positiv dargestellt. Damit wollten sie ihn vermutlich wieder für  öffentliche Ämter ins Gespräch bringen. Der geschasste Berater soll auch an einem Hack gegen die libanesische Journalistin Ghada Oueiss beteiligt gewesen sein. Die Journalistin, welche für Al-Jazeera arbeitet, verklagte Zeit Al-Qahtani, zusammen mit anderen Beteiligten, in den USA. Al Qahtani ist nach dem Verschwinden erstmals im Juni 2023 in den mit einem Video in den Sozialen Median aufgetaucht. Die undatierte Aufnahme soll den ehemaligen Berater bei einem Besuch seines Onkels in Dschidda zeigen.